# Зимний театр (Сочи)
Зи́мний теа́тр — театр в Центральном районе города Сочи, Краснодарский край, Россия. Является памятником архитектуры федерального значения.

## История

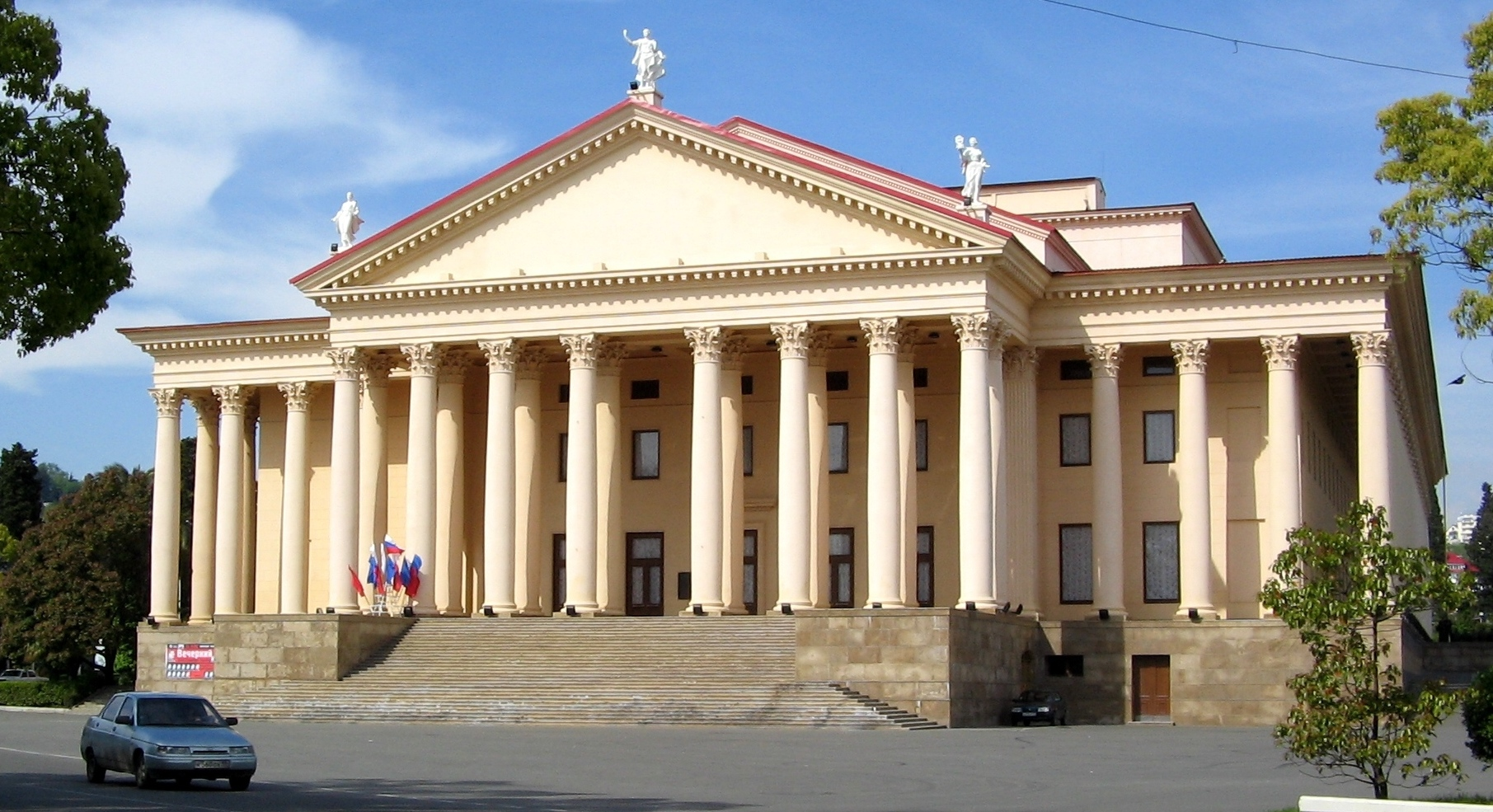
Зимний театр в мае 2006 года

С сентября 1934 по 11 ноября 1937 по проекту архитектора К. Н. Чернопятова велось строительство сочинского театра, получившего название «Зимний». Крыша первоначально была покрыта керамической черепицей, которая во время последующих капитальных ремонтов здания была заменена металлической кровлей красного цвета.
Открытие театра состоялось 15 мая 1938 оперой Н.Римского-Корсакова «Царская невеста» в постановке московского государственного театра оперы и балета им. К. С. Станиславского.

## Архитектура
Восемьдесят восемь колонн с горизонтальной несомой частью, опоясывающие здание, создают коринфскую архитектурную композицию.
Портик венчается фронтоном, на котором установлены три аллегорические женские фигуры: «Живопись», «Ваяние» («Скульптура») и «Зодчество» («Архитектура»). Зачастую авторство скульптур ошибочно приписывается В. И. Мухиной. В действительности автором скульптуры «Живопись» является Л. И. Ефимова (Шулик), а работы «Ваяние» и «Зодчество» выполнила Н. К. Вентцель. Первоначально у фигуры «Живопись» в правой руке была кисть, а в левой — палитра, однако в настоящее время её руки пусты.
Зрительный зал рассчитан на 946 мест. В зале преобладают два цвета — золотистый и белый. Потолок украшен огромной люстрой с хрустальными подвесками, в которой более 300 ламп. С любого места в зрительном зале хорошо видна сцена. Портал её равен 16 м, глубина — 18 м, высота от пола сцены до колосников, с которых спускаются декорации — 25 м. В 2022 году в зрительном зале были заменены все кресла, для новых кресел был сохранён характерный стиль ампир.
Зрительный зал защищен от служебных помещений огнестойким железным занавесом в 22 тонны весом, который во время спектаклей находится в верхней части сцены. В 2022 году занавес был заменён на новый, на котором изображён фасад театра. Старый занавес, служивший с 1974 года, передан на хранение в Музей истории.

## Филармония
В здании Зимнего театра располагается также Сочинская государственная филармония, основанная 4 января 1968 — старейшая концертная организация города. Сейчас в филармонии работает около 10 творческих коллективов, среди них Лауреат Всесоюзного конкурса Струнный квартет имени Рахманинова, оркестр русских народных инструментов «Русский сувенир» под управлением Заслуженного артиста Адыгеи Г. К. Михайлова (до марта 2019 этот пост занимал создатель и бессменный руководитель коллектива, заслуженный артист России  - В. И. Абрашкин), ансамбль казачьей песни «Любо», балетная труппа, квартет «Сочи-Сюрприз», песенно-инструментальный ансамбль «Кудрина». Также здесь проходят гала-концерты фестиваля «КиВиН».

## Адрес
- 354000 Россия, г. Сочи, ул. Театральная, 2